# Analyse financière
 (mars 2021).
Si vous disposez d'ouvrages ou d'articles de référence ou si vous connaissez des sites web de qualité traitant du thème abordé ici, merci de compléter l'article en donnant les références utiles à sa vérifiabilité et en les liant à la section « Notes et références ».
 (octobre 2024).
L'analyse financière consiste en un examen approfondi des comptes d'une entreprise et de ses perspectives, afin de fournir :  
- soit une évaluation de l'entreprise, destinée la plupart du temps à d'actuels ou de possibles futurs actionnaires ;
- soit une évaluation de sa seule solvabilité, afin de déterminer si l'entreprise analysée peut être une contrepartie acceptable (fournisseur, banque, agence de notation) ;
- soit un diagnostic interne servant de support à des choix stratégiques concernant les modes de financement ultérieurs.

Le but de cette analyse est de fournir, à partir d'informations d'origines diverses, mais surtout d'informations comptables, une vision synthétique qui fait ressortir la réalité de la situation et qui doit aider le dirigeant, l'investisseur et le prêteur dans leur prise de décision.
Les aspects les plus souvent étudiés sont la profitabilité, la solvabilité et la liquidité de l'activité.

## Histoire
L'économiste américain Benjamin Graham (1894 – 1976), est reconnu mondialement comme le « père de l’analyse financière », à la suite de son œuvre phare, L'investisseur intelligent, parue en 1949. Également auteur de Security Analysis, dès 1934 avec David Dodd, il fut l’un des premiers à seulement utiliser une méthode d’analyse financière méthodique et codifiée pour diriger ses investissements, ce qui en a fait le mentor du célèbre investisseur américain Warren Buffett, après avoir contribué au Securities Exchange Act de 1933, la première loi à exiger des sociétés cotées de fournir des relevés comptables certifiés par des commissaires aux comptes indépendants. Depuis les années 1930, l'analyse financière n'a pas cessé d'évoluer à mesure que progressaient les connaissances théoriques en finance. 
Une étape importante a été franchie en 1970 quand s'est opéré une première synthèse entre le modèle intrinsèque d'évaluation (par actualisation des dividendes futurs) et la théorie moderne du portefeuille. Selon Peter Berstein, c'est ainsi que William Fouse, au sein du service Wells Fargo Investment Advisors, conçut le premier modèle de droite de marché basé sur les taux de rentabilité interne anticipés (TRI) pour les actions cotées. Cette approche combinait la méthode intrinsèque mise au point par John Burr Williams en 1937 avec le modèle d'équilibre des actifs financiers  (MEDAF) mis au point dans le milieu des années 1960. Les TRI des entreprises cotées permettaient l'estimation d'une prime de risque du marché dans son ensemble ainsi que la comparaison entre chaque TRI individuel exigé et l'estimation de la rentabilité théoriquement requise par le MEDAF (compte tenu du "bêta" de l'action). S'ensuivaient des calculs d'optimisation pour constituer des portefeuilles d'investissement. Le recours à l'analyse financière pour tester des théories académiques et appliquer leurs principes aux décisions d'investissement n'a cessé de s'enrichir et d'évoluer depuis lors, notamment pour la mise au point de modèles fondamentaux multi-facteurs d'analyse de la rentabilité des placements, technique utilisée en gestion de portefeuilles et décrite par exemple par Florin Aftalion dans son ouvrage ; La nouvelle finance et la gestion des portefeuilles.

## Différence entre analyse financière et autres analyses
L'analyse financière se fonde sur la comptabilité de l'entreprise et sur son plan d'affaires, en le confrontant à l'environnement connu ou prévu, pour définir les forces et faiblesses financières de l'entreprise. À partir du plan d'affaires, elle définit une suite de cash flows (flux de trésorerie) actualisés qui, pondérés par un taux d'actualisation permettent d'arriver à un objectif de cours ou une valorisation.
Le but de l'analyse financière est de réaliser une évaluation d'entreprise rapide et souvent à des fins tactiques, selon le cas :
- soit pour évaluer la solvabilité de l'entreprise (pour lui consentir un crédit par exemple, et plus généralement pour nouer des relations d'affaire avec elle) : analyse crédit ;

- soit pour estimer la valeur de l'entreprise dans une optique de cession de participation ou d'achat ou de vente d'actions en bourse : évaluation d'actions.
- et en interne, à des fins stratégiques, elle sert de support à un diagnostic et à des décisions d'investissement et de financement[4] : pour le futur, faut-il privilégier le recours à l'endettement ? Augmenter ou diminuer le capital ? Est-il souhaitable d'accorder un crédit aux clients pour des raisons commerciales ou faut-il à l'inverse diminuer le besoin en fonds de roulement ?.

## Métiers de l'analyse financière
Le terme « analyste financier » recouvre plusieurs réalités qui correspondent à des méthodes et des objectifs différents.
- analystes sell - side (du côté du vendeur) sont chargés d'informer et conseiller les investisseurs en bourse. Les sell side exercent leur activité en société de bourse (Exane, Aurel Leven, Oddo, Raymond James, Portzamparc, etc.), et désormais au sein d'entreprises d'investissements, sur un secteur donné de la cote (small & mid caps, large caps Europe…).
- analystes buy - side (du côté de l'acheteur) sont chargés d'évaluer et sélectionner des actifs sur lesquels investir. Les buy - side retraitent les informations fournies par les sell side. Ils opèrent dans les sociétés d'investissement (Gestion d'actifs), (Amundi, Tocqueville, La Financière de l'Échiquier, Raymond James Asset Management International, etc.).
- analystes financiers en entreprise (des "contrôleurs de gestion"), chargés de surveiller la situation financière interne afin de prévoir les besoins financiers.
- analystes - crédit chargés d'évaluer la capacité de remboursement de crédits bancaires demandés par les entreprises, les professionnels ou les particuliers. Peut être décisionnaire sur les demandes de crédits sollicités ou peut ne formuler qu'un avis.
- analystes d'agence de notation chargés d'évaluer la probabilité de défaut d'un émetteur.
- analystes d'organisme de certification chargés de mesurer la conformité d'un système en vue de sa certification financière (MSI 20000 référentiel destiné à la qualité financière).
- analystes quants chargés de développer des modèles d'analyse statistique du marché ou d'un type d'instruments.
- analystes Corporate Finance (dans les fusions-acquisitions, l'émission d'action et l'émission d'obligation) chargés d'évaluer les entreprises et leur conseiller des solutions de financement/croissance externe.
- analystes financiers en collectivité territoriale, chargés d'analyser les budgets principaux et annexes au cours du processus annuel d'élaboration budgétaire (en particulier dans les grandes entités telles la Ville de Paris[5]).
- analystes financiers indépendants interviennent en expertise dans le cadre de « fairness opinion » (opinion théoriquement indépendante du vendeur et des acheteurs potentiels) ou dès qu'un conflit d'intérêts potentiel existe au sein des instances décisionnelles de la société concernée par une offre ou une opération financière'. Ils opèrent donc dans des structures indépendantes d'analyse financière (AlphaValue, Duff & Phelp, Eurocif, Sorgem…).

Le rôle de ces derniers est de déterminer les valeurs d'acquisition des entreprises convoitées et les valeurs de revente des activités devant être cédées.
La plupart des analystes financiers sont employés d'une entreprise d'investissement, anciennement société de bourse en tant que sell side, d'après les statistiques de la Société Française des Analystes Financiers[Quand ?].

## Méthodes d'analyse financière
L'analyse financière, ne se limite pas à un simple examen plus ou moins approfondi et critique des comptes. Elle suppose aussi des comparaisons (dans le temps et par rapport au secteur d'activité), et surtout une étude des perspectives financières en fonction des caractéristiques de l'entreprise et de son environnement économique (c'est-à-dire dans le cadre de la stratégie d'entreprise).
Elle comprend donc plusieurs tâches :

### Analyse comptable et financière
Il s'agit d'analyser les comptes d'une entreprise — bilan, compte de résultat, flux de trésorerie, hors bilan et annexes — (voir comptabilité générale) pour mesurer ses performances financières et en dégager les points forts, les points faibles et les points douteux à éclaircir. Ces données comptables doivent faire l'objet de nombreux retraitements, qui peuvent varier selon les normes utilisées (IFRS, Plan comptable général et leurs options, US GAAP...).
L'analyse de l'excédent brut d'exploitation (EBE) est fondamentale pour apprécier la qualité du crédit de l'entreprise. En effet, l'EBE permet de fixer le montant maximum des échéances de crédit que peut supporter l'entreprise. C'est de l'EBE que l'on extrait l'excédent de trésorerie d'exploitation (ETE) = EBE - impôt sur les sociétés - investissement - variation du besoin en fonds de roulement d'exploitation.
Dans une optique de diagnostic interne, l'analyse financière s'attachera à caractériser les grands équilibres du bilan, et à identifier les voies d'amélioration afin que l'entreprise ne soit pas fragilisée par exemple par un recours trop important à l'endettement. Elle permet également la mesure et l'analyse des variations de rentabilité des fonds capitaux investis ce qui constitue une information essentielle dans les prises de décision stratégiques.

### Analyse comparative et sectorielle
Elle consiste essentiellement à tirer des ratios financiers (de solvabilité et de rentabilité) à partir de diverses séries de postes comptables et à comparer leur évolution dans le temps et par rapport à ceux d'autres entreprises ayant une activité similaire. 

### Analyse stratégique
L'analyse stratégique, vise à déterminer les perspectives d'évolution de l'entreprise. Il s'agit d'une analyse fondamentale, qui exige une connaissance de l'environnement économique général, du secteur d'activité considéré, du fonctionnement et du positionnement de l'entreprise dans le secteur. Sa mise en oeuvre suppose celles préalables de l'analyse comptable et financière et de l'analyse comparative et sectorielle.

## Méthode d'évaluation par actualisation des flux de trésorerie
La principale méthode repose sur l'analyse fondamentale (à distinguer d'autres méthodes d'analyse financière), autrement dit l'étude : 
- des comptes de l'entreprise ;
- de ses capacités techniques et commerciales ;
- de sa gestion ;
- de son environnement économique ;
- de son potentiel de développement et de l'évolution probable de ses bénéfices.

Pour ce qui est de l'analyse des comptes à fin d'évaluation, elle comporte deux principaux volets qui se complètent :
- méthode « statique » (ou « patrimoniale ») : à partir de l'analyse des actifs et des dettes au bilan, pour déterminer par différence la situation nette réelle. La valeur de l'entreprise est appréciée non pas en fonction de futurs dégagements de trésorerie, mais en cas de dissolution. Dans ce cas, une attention particulière est donnée à la valeur des postes du bilan : stocks, immobilisations dont en particulier les immobilisations incorporelles, les créances  et les dettes. Cette approche liquidative est l'alternative à l'approche en continuité qui caractérise l'approche basée sur les cash flows futurs. Elle n'est mise en oeuvre qu'en cas de nécessité du fait de l'insuffisance de rentabilité de l'activité, ou en cas d'opportunité d'arbitrer pour un meilleur emploi des fonds qui seraient récoltés de la liquidation.

- méthode « dynamique » ou « DCF » (pour discounted cash flow), laquelle : 
  - analyse l'évolution sur plusieurs années du compte de résultat  ;
  - puis établit, en fonction de prévisions économiques et stratégiques, des scénarios probabilisés (espérance mathématique) de résultats futurs (bénéfices, capacité d'autofinancement, investissement et variation du BFR). Il en résulte des prévisions de flux de trésorerie ou de "cash flows" ;
  - enfin, l'évaluation par le "DCF" consiste à actualiser ces prévisions à un taux de rendement espéré, en principe le taux risqué observé sur les marchés financiers :

où : 
-  {\displaystyle CF_{i}} est le "cash flow" prévu pour l'année i, ou l'ETE (voir ci-dessus). Si ce dernier revient à l'actionnaire, (ou "cash flow to equity") i.e. qu'il est calculé après frais financiers, impôts et variation de l'endettement, alors la valeur présente des flux est égale à la valeur vénale des capitaux propres (la capitalisation boursière si l'action est cotée). Si ce flux rémunère les actionnaires et les créanciers financiers, il s'agit d'un flux de trésorerie d'exploitation (ou "cash flow to the firm"), et la somme des valeurs présentes est égale à la "valeur d'entreprise" ou "VE". Pour une société cotée, la VE correspond à la somme de la capitalisation boursière et de l'endettement net de la trésorerie distribuable ;
- k est le taux d'actualisation. Il s'agit en principe de la somme du taux d'intérêt « sans risque », i.e. le rendement obligataire d'un État ayant la note de crédit maximum (AAA), et d'une prime de risque caractérisant les actifs financiers risqués. Il dépend du profil de risque des flux anticipés et son estimation repose sur différentes approches possibles (cf. infra). Si le flux revient à l'actionnaire, il s'agit du coût des fonds propres exigé par les actionnaires de l'entreprise. S'il s'agit d'un cash flow opérationnel, le taux d'actualisation est le coût moyen pondéré du capital, ou CMPC (WACC en anglais pour weighted average cost of capital). Ce dernier est la moyenne pondérée respectivement par la valeur de marché des fonds propres (la capitalisation boursière si l'action est cotée) et par l'encours de dette financière nette de la trésorerie distribuable ;
- N le nombre d'années pour lesquelles sont établies des prévisions, i.e. l'horizon de prévision explicite. En pratique, sauf exception, il est privilégier un horizon de 5 ans. Cette durée a d'ailleurs été privilégiée dans la rédaction de la norme comptable internationale IAS 36, pour réaliser des tests de dépréciation des écarts d'acquisition ;
- VR : est une valeur de revente au terme de l'horizon de prévision explicite. On l'appelle "valeur résiduelle" ou valeur terminale". Elle est valeur à laquelle l'on prévoit que la société sera évaluée à l'année N. C'est généralement ce terme - difficile à évaluer - qui a la plus forte valeur dans la somme. Le poids relatif de sa valeur présente est d'autant plus fort que l'horizon est court. Pour un calcul de rente perpétuelle basé sur la "capitalisation" d'un seul flux normatif, VR représente par exemple 100 % de la valeur V. Avec un horizon de 5 ans, la VR représente généralement entre 70 % et 90 % de la valeur présente V.

Le "DCF" permet de déterminer la valeur vénale des fonds propres ou la valeur d'entreprise (VE) selon la définition retenue pour le flux de trésorerie actualisé. L'actualisation des cash flows libres pour l'actionnaire conduit directement à la valeur de marché des fonds propres. En revanche, la VE obtenue par l'actualisation des cash flows d'exploitation suppose une étape de calcul supplémentaire. En effet, il faut soustraire à la VE l'endettement net de la trésorerie distribuable pour parvenir à la valeur vénale des capitaux propres. Pour plus de précisions sur les différents modèles d'actualisation, on se reportera la synthèse de Pablo Fernandez sur la question.
La valeur "V" qui résulte du calcul d'actualisation n'appréhende que les flux résultant de la combinaison des facteurs de production. Par conséquent, il convient de lui ajouter, le cas échéant, la valeur des actifs qui ne contribuent pas aux flux prévisionnels. Par exemple, il pourrait s'agir d'un terrain ou d'un brevet, d'une marque, etc., que l'entreprise a renoncé à utiliser et qu'elle pourrait céder sans compromettre les prévisions de flux contribuant à la valeur "V". On pense par exemple à l'effet de la vente à un concurrent éventuel d'une marque non-inutilisée. Une erreur commune consiste par ailleurs à ajouter ici les plus-values latentes des terrains permettant l'activité de l'entreprise et la génération des cash flows prévisionnels. Or, soit ces terrains sont des actifs indispensables à l'exploitation et ils seront évalués implicitement au travers de l'actualisation des flux prévisionnels de l'entreprise, soit ils seront effectivement cédés, mais dans ce cas, il faudra tenir compte du coût de leur remplacement (fiscalité sur les plus-values, déménagement et reconstruction, notamment).
Le passage de la valeur de marché de l'ensemble des capitaux propres (ou le cas échéant, la capitalisation boursière) à la valeur unitaire par action, s'opère en la divisant par le nombre d'actions existantes. Ce calcul en apparence simple peut se compliquer si ce nombre d'actions peut s'accroître en vertu d'engagements pris par l'entreprise envers ses actionnaires ou ses salariés. On parle alors de "dilution" potentielle. À titre d'exemple, on citera le cas des bons de souscription d'actions qui sont remis à des salariés à titre d'instruments de motivation (ou stock options). Si le prix d'exercice de ces options est inférieur à la valeur unitaire de l'action, alors ces dernières sont dites "dans la monnaie", et la valeur unitaire "diluée" devra être corrigée de leur exercice, lequel engendre une augmentation de capital et la création de nouveaux titres. Il y a d'autres façons d'envisager l'effet de la dilution sur la valeur, mais leurs descriptions excède ici le propos du l'article.    
La détermination du taux d'actualisation n'est pas aisée. Celui-ci dépend d'une prime de risque qui doit être exigée en cohérence avec le profil de risque des flux espérés. Pour ce faire, les opérateurs de marché et les évaluateurs professionnels appliquent généralement le modèle d'équilibre des actifs financiers, le MEDAF (ou CAPM en anglais). Ce travail nécessite de disposer de l'estimation de la prime de risque du marché et de procéder à l'estimation du coefficient "bêta" ou coefficient multiplicateur de la prime de risque en fonction du profil de l'entreprise. L'estimation de ces paramètres présente une certaine complexité et elle occasionne une importante littérature académique. 

En pratique, le coût des fonds propres appliqué dans les modèles d'actualisation se situe pour les sociétés cotées, typiquement entre 6 % et 15 %,  les taux les plus élevés étant généralement réservés aux plus petites entreprises.

## Analyse et évaluation
Lorsqu'ils n'ont pas le temps de se livrer à une analyse financière approfondie, les investisseurs utilisent des méthodes rapides d'évaluation. Ces méthodes peuvent différer selon que l'entreprise est accessible au public par une cotation boursière (notion juridique et financière anglo-saxonne de public company) ou non cotée sur le marché (notion de private company)

### Sociétés cotées
Pour les sociétés ayant des actions cotées en bourse, mais aussi pour les autres, avec des critères de comparaison (benchmarks boursiers), il est courant, par facilité, de les évaluer à partir du ratio cours de bourse / bénéfice par action (le PER, que les analystes financiers utilisent peu et uniquement retraité). Certains utilisent encore d'autres méthodes (analyse technique, analyse quantitative, analyse comportementale, etc.) et il est également possible d'analyser les documents officiels déposés et le rapport d'audit du commissaire aux comptes.

### Sociétés non cotées
Concernant les entreprises non cotées en bourse, qui sont les plus nombreuses :
- Leur évaluation se fait là encore principalement à partir des flux, mais elle doit appliquer une "décote" du fait de l'absence de liquidité (difficulté pour revendre sa participation en l'absence d'un marché accessible).

- La valeur comptable (Book value) est une méthode parfois utilisée pour évaluer les unités de production ou les entreprises de distribution. Cette méthode déduit simplement les dettes et engagements au passif du montant total de l'actif. Cette démarche simple permet de dégager la valeur nette (Net worth).

- L’évaluation des entreprises prestataires de services doit par contre prendre en compte la clientèle, le management et les employés (considérés comme faisant partie de l’actif, bien que ceci ne se voie pas en termes comptables). L’évaluation des entreprises prestataires des services peut paraitre plus difficile que celle des entreprises purement industrielles ou de processus dans la mesure où la performance est souvent fonction des relations entre le management et la clientèle.

- Une technique d’évaluation dénommée coût de début ou "entry cost", qui consiste à évaluer une entreprise en prenant comme référence le coût pour créer (lancer) une entreprise similaire. Elle est peu usitée, car les compagnies présentes sur un marché développent des actifs intangibles (marque, réputation, ancienneté des relations clients) peu aisément évaluables.

### Quelques analystes financiers célèbres
- Benjamin Graham dont l'ouvrage L'Investisseur intelligent est considéré comme la référence de l'analyse financière moderne.
- John Bollinger, analyste financier certifié (CFA) et analyste technique certifié (CMT), ancien de Financial News Network et de CNBC, qui a popularisé le chartisme.
- Malcolm Forbes
- Henry Blodget, symbole de la bulle Internet et de l'affaire des analystes financiers de 2002.
- Mary Meeker, autre symbole de la bulle Internet et analyste de la banque Morgan Stanley.
- Jack Grubman, analyste de Salomon Brothers, qui avait recommandé avec beaucoup d'insistance l'action WorldCom a comme Henry Blodget été banni de la profession[10] lors de l'affaire des analystes financiers de 2002.
- En France, il faut surtout citer (voir p ex la notice consacrée par Who's Who à M. Alexandre)[réf. nécessaire] Marc Alexandre[11] et Jean-Michel Détroyat (décédé le 9 avril 1991), qui ont fondé chacun leur société d'analyse (resp. Atlantic Finance et Détroyat Associés). Les deux sociétés ont disparu, complètement pour Atlantic Finance, tandis que Détroyat Associés n'est plus qu'un cabinet de taille très limitée, fournissant surtout des évaluations lors d'opérations de fusion-acquisition[12].
- Édouard Tétreau, vainqueur du Prix des lecteurs du livre d'économie 2005

#### Institutionnels et privés
- SFAF - La Société Française des Analystes Financiers
- EFFAS - La Fédération Européenne des Associations d'Analystes Financiers
- ACIIA - L'association Internationale des Analystes financiers
- CFA Institute - L'association mondiale des analystes financiers
- Cercle des Analystes Indépendants
- FFI - First Finance Institute

#### Cours d'analyse financière
- Cours de Pascal Quiry (HEC), en Français
- Cours de Pascal Quiry (HEC) et Marce Bertonèche (HBS), en Anglais